# Diocesi di Abeokuta
La diocesi di Abeokuta (in latino Dioecesis Abeokutana) è una sede della Chiesa cattolica in Nigeria suffraganea dell'arcidiocesi di Lagos. Nel 2022 contava 101.006 battezzati su 5.217.700 abitanti. È retta dal vescovo Peter Kayode Odetoyinbo.

## Territorio
La diocesi comprende la parte centro-occidentale dello Stato nigeriano di Ogun.
Sede vescovile è la città di Abeokuta, dove si trova la cattedrale dei Santi Pietro e Paolo.
Il territorio si estende su 9.636 km² ed è suddiviso in 61 parrocchie.

## Storia
La diocesi è stata eretta il 24 ottobre 1997 con la bolla Cum ad aeternam di papa Giovanni Paolo II, ricavandone il territorio dall'arcidiocesi di Lagos.

## Cronotassi dei vescovi
Si omettono i periodi di sede vacante non superiori ai 2 anni o non storicamente accertati.
- Alfred Adewale Martins (24 ottobre 1997 - 25 maggio 2012 nominato arcivescovo di Lagos)
- Peter Kayode Odetoyinbo, dal 15 aprile 2014

## Statistiche
La diocesi nel 2022 su una popolazione di 5.217.700 persone contava 101.006 battezzati, corrispondenti all'1,9% del totale.
| anno | popolazione | popolazione | popolazione | presbiteri | presbiteri | presbiteri | presbiteri                | diaconi | religiosi | religiosi | parrocchie |
| anno | battezzati  | totale      | %           | numero     | secolari   | regolari   | battezzati per presbitero | diaconi | uomini    | donne     | parrocchie |
| ---- | ----------- | ----------- | ----------- | ---------- | ---------- | ---------- | ------------------------- | ------- | --------- | --------- | ---------- |
| 1999 | 45.850      | 1.787.000   | 2,6         | 13         | 13         |            | 3.526                     |         |           | 17        | 9          |
| 2000 | 46.300      | 1.771.896   | 2,6         | 15         | 14         | 1          | 3.086                     |         | 1         | 19        | 12         |
| 2001 | 47.943      | 1.833.912   | 2,6         | 17         | 13         | 4          | 2.820                     |         | 4         | 22        | 13         |
| 2002 | 49.379      | 1.870.590   | 2,6         | 18         | 13         | 5          | 2.743                     |         | 5         | 22        | 13         |
| 2003 | 51.188      | 1.970.590   | 2,6         | 19         | 14         | 5          | 2.694                     |         | 5         | 21        | 13         |
| 2004 | 53.503      | 1.935.448   | 2,8         | 23         | 15         | 8          | 2.326                     |         | 14        | 23        | 15         |
| 2005 | 54.000      | 1.983.000   | 2,7         | 25         | 20         | 5          | 2.160                     |         | 9         | 24        | 17         |
| 2006 | 54.500      | 2.044.000   | 2,7         | 28         | 22         | 6          | 1.946                     |         | 7         | 29        | 18         |
| 2011 | 62.299      | 2.328.000   | 2,7         | 46         | 38         | 8          | 1.354                     |         | 14        | 37        | 25         |
| 2012 | 64.432      | 2.382.000   | 2,7         | 47         | 38         | 9          | 1.370                     |         | 15        | 40        | 32         |
| 2015 | 73.523      | 4.430.000   | 1,7         | 64         | 45         | 19         | 1.148                     |         | 19        | 43        | 38         |
| 2018 | 91.320      | 4.702.350   | 1,9         | 77         | 56         | 21         | 1.185                     |         | 21        | 11        | 50         |
| 2020 | 97.360      | 5.013.160   | 1,9         | 86         | 60         | 26         | 1.132                     |         | 26        | 47        | 60         |
| 2022 | 101.006     | 5.217.700   | 1,9         | 93         | 62         | 31         | 1.086                     |         | 31        | 47        | 61         |